# Fosfato dipotásico
El fosfato dipotásico (de fórmula química K2HPO4), también llamado hidrógeno-ortofosfato dipotásico o hidrogenofosfato de potasio es una sal altamente soluble en agua que se utiliza a menudo como fertilizante, aditivo alimentario y agente tampón. Es una fuente común de fósforo y potasio.
Una solución de fosfato dipotásico se forma por la reacción estequiométrica del ácido fosfórico con dos equivalentes de hidróxido de potasio:
H3PO4 + 2 KOH → K2HPO4 + 2 H2O

## Usos
Como aditivo alimentario, el fosfato dipotásico se utiliza en diferentes productos lácteos, bebidas en polvo seco, suplementos minerales y cultivos iniciadores. Se utiliza en productos no lácteos para prevenir la coagulación.
El fosfato dipotásico también se utiliza para preparar disoluciones tampón y se utiliza en la producción de distintos medios de cultivo para hacer placas de agar y cultivar bacterias.